# Imanol Iriberri
Imanol Iriberri (Mar del Plata, 4 de marzo de 1987) es un futbolista argentino que juega como delantero en Circulo Deportivo de Nicanor Otamendi.

## Trayectoria

### Clubes
| Club                  | País       | Año         |
| --------------------- | ---------- | ----------- |
| Aldosivi              | Argentina  | 2006 - 2009 |
| Alvarado              | Argentina  | 2009        |
| Campo Grande          | Paraguay   | 2010 - 2012 |
| Sportivo Carapeguá    | Paraguay   | 2012        |
| Deportes Tolima       | Colombia   | 2013        |
| Estudiantes de Mérida | Venezuela  | 2013        |
| Deportivo La Guaira   | Venezuela  | 2014 - 2015 |
| Jorge Wilstermann     | Bolivia    | 2015        |
| Boavista              | Portugal   | 2016        |
| Crucero del Norte     | Argentina  | 2016        |
| Mineros de Guayana    | Venezuela  | 2017        |
| Sport Boys            | Bolivia    | 2018        |
| Deportivo La Guaira   | Venezuela  | 2018        |
| Səbail FK             | Azerbaiyán | 2019        |
| Hibernians            | Malta      | 2019 - 2020 |
| Hamrun Spartans       | Malta      | 2020 - 2021 |
| Hibernians            | Malta      | 2021        |
| Circulo Deportivo     | Argentina  | 2023 -      |

## Palmarés

### Campeonatos nacionales
| Título         | Club                | País      | Año  |
| -------------- | ------------------- | --------- | ---- |
| Copa Venezuela | Deportivo La Guaira | Venezuela | 2014 |